# Цюй (жанр)
Цюй (кит. 曲, пиньинь qū, буквально: «песня») — жанр китайской поэзии; исполняется под музыку. Наибольший расцвет цюй пришёлся на времена династии Юань (XIII—XIV века).
Также называется — юаньцюй (кит. 元曲, пиньинь yuánqǔ)

## История
Цюй сформировался к концу XII века на севере Китая на базе цы и народных песен времен династии Цзинь. Расцвет жанра пришёлся на времена династии Юань, однако интерес к цюй сохранялся вплоть до XX века.
Среди поэтов, обращавшихся к цюй, такие мастера, как Бо Пу, Гуань Ханьцин, Ма Чжиюань, Цяо Цзи, Чжан Кэцзю.

## Описание
Изначально в жанре цюй писали для вокального исполнения под известные мелодии, что определяло ритмический строй стиха и структуру строф. Отличительной особенностью цюй является возможность использования дополнительных — вне общего ритмического строя — слогов чэньцзы (кит. 襯字).
Цюй делится на два типа по исполнению: для сольного исполнения — саньцюй (кит. 散曲), а также для исполнения в китайском классическом театре — цзюйцюй (кит. 剧曲). В цзюйцюй допускается использование, помимо стихотворного текста, также некоторого количества реплик в прозе.
Саньцюй в свою очередь делится на отдельные стихотворения — сяолин (кит. 小令) — и циклы стихов с общей темой, рифмовкой и мелодией — таошу (кит. 套數). Таошу обычно состоит из нескольких (от 2 до 30) коротких стихотворений по 10—12 неравностопных строк.